# ای.تی. موجود فرازمینی (آلبوم)
ای.تی. موجود فرا زمینی (به انگلیسی: E.T. the Extra-Terrestrial) نام کتابی گویا به روایت مایکل جکسون است. این کتاب در ادامهٔ فیلم معروف «ای.تی. موجود فرازمینی» اثر استیون اسپیلبرگ منتشر شد.
مایکل جکسون برای این آلبوم، جایزهٔ گرمی «بهترین ضبط برای کودکان» را در سال ۱۹۸۴ دریافت کرد.
این آلبوم در همان ماهی که آلبوم «تریلر»، پرفروش‌ترین آلبوم جهان منتشر شد، پخش شد.

## فهرست آهنگ‌ها
| شماره | نام                           | نویسنده(ها)                         | مدت   |
| ----- | ----------------------------- | ----------------------------------- | ----- |
| ۱.    | «کسی در تاریکی (نسخهٔ آغازین)» | الن برگ‌من, مرلین برگمن, راد تمپرتون | ۴:۵۸  |
| ۲.    | «Landing»                     | جان ویلیامز                         | ۳:۲۴  |
| ۳.    | «Discovery»                   | جان ویلیامز                         | ۱۱:۳۲ |
| ۴.    | «خانه»                        | جان ویلیامز                         | ۶:۰۹  |
| ۵.    | «Intrusion»                   | جان ویلیامز                         | ۵:۲۳  |
| ۶.    | «Chase»                       | جان ویلیامز                         | ۳:۱۸  |
| ۷.    | «خدا نگه‌دار»                  | جان ویلیامز                         | ۲:۲۵  |
| ۸.    | «کسی در تاریکی (نسخهٔ پایانی)» | الن برگ‌من, مرلین برگمن, راد تمپرتون | ۳:۰۴  |

## چارت‌ها
| جردول (۱۹۸۳)           | رتبه |
| ---------------------- | ---- |
| جدول آلبوم‌های انگلستان | ۸۲   |